# Boris Tsjertok

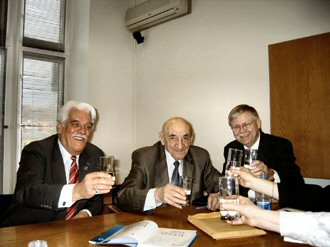
Boris Tsjertok (midden) in 2005

Boris Jevsejevitsj Tsjertok (Russisch: Борис Евсеевич Черток) (Łódź, 1 maart 1912 – Moskou, 14 december 2011) was een Sovjet-Russisch ruimtevaartpionier.

## Jeugd
Hij werd geboren in 1912 in het Poolse gedeelte van het Keizerrijk Rusland. als kind van Russische ouders. In 1914 verhuisden zijn ouders naar Moskou, waar zijn vader als boekhouder werkte. Omdat Tsjertok niet van proletarische afkomst was, mocht hij in de Sovjet-Unie van na de revolutie niet studeren, en werd hij als zeventienjarige elektromonteur. In 1930 werkte hij in een vliegtuigfabriek. Hij blonk uit als uitstekend vakman en goed communist. Zo ontwierp hij elektronica voor Russische Poolexpedities en studeerde 's avonds.

## Raketten en ruimtevaart
In 1945 nam hij deel aan een expeditie om de Duitse raketgeheimen van de V-2 met Duitse raketingenieurs en al naar de Sovjet-Unie over te brengen. Zo ontmoette hij Sergej Koroljov, de pionier van de Russische ruimtevaart, die zijn baas werd. Tsjertok ontwierp de systemen voor de baanbrekende Spoetnik 1 van 1957. Ook droeg hij als een van de ontwerpers van de Vostokraket bij aan de vlucht van Joeri Gagarin in 1961, waarmee de Russen de Amerikanen weer te vlug af waren. Hij werkte samen met zijn leidinggevende Koroljov aan de ontwikkeling van de Sojoez-ruimtecapsule en het Russische maanproject Loena.
Hij ontving vele eerbewijzen, onder meer de Leninorde.